# Rubi Birden
Rubi Birden (ur. 1974 w Warszawie) – polska tłumaczka, dramatopisarka, scenarzystka.

## Życiorys
Rubi Birden studiowała iberystykę i fotografię. Jest absolwentką kursu scenariuszowego „Pisanie na potrzeby TV” w Warszawskiej Szkole Filmowej. Tłumaczy z hiszpańskiego i angielskiego, pisze sztuki teatralne i scenariusze filmowe.
Monodram Rubi Birden „Nie odwracaj się od słońca”, wystawiony pod tytułem „Nieobecna” w warszawskim Teatrze Praga, został zgłoszony przez Temidę Stankiewicz-Podhorecką do rankingu „Najlepszy, najlepsza, najlepsi” miesięcznika „Teatr” w kategorii „najlepsza nowa polska sztuka” (sezon 2010–2011), a dramat „Życie w zasięgu ręki” wszedł do drugiego etapu konkursu Gdyńskiej Nagrody Dramaturgicznej (2011 r.). Teksty Rubi Birden były realizowane na zawodowych scenach, w Teatrze Polskiego Radia, a także przedstawiane w formie prób czytanych w wielu teatrach w Polsce.
Razem z zespołem scenariuszowym Script Squad w 2012 r. wygrała pierwszą nagrodę w konkursie na scenariusz serialu telewizyjnego, organizowanym przez Paisa Films i Warszawską Szkołę Filmową. Zespół złożył trzy projekty, z czego dwa zakwalifikowały się do finału („Wszystkie strony Walki” i „Aaaby Baby”), a jeden z nich zdobył nagrodę główną („Ja, Klaudia”, czyli „Wszystkie strony Walki” po liftingu).

## Twórczość

### Przekłady (wybór)
- Antonio Álamo Kroki
- Alan Ball Druhny
- David Barbero Zakochany do szaleństwa, Zatrute życie Marilyn
- Carlos Be Origami
- Roberto Cossa Bunia
- Marco Antonio de la Parra Mroczne perwersje codzienności
- David Desola 7 miut, Słowa na piasku
- Christopher Durang Zwariowana terapia
- Lucía Laragione Gry kuchenne
- John Logan Czerwony
- Rafael Mendizábal Czy lubi pani Schuberta?
- Marsha Norman Dobranoc, mamo
- Gustavo Ott Krokodyle łzy, Twoje pocałunki Mołotowa
- Jaime Salom Intryga
- Rodolfo Santana Damska toaleta
- Alfonso Sastre Kruk
- Martin Sherman Bent
- Miguel Sierra Niegrzeczne dziewczynki
- Diana Son Stop Kiss
- Patricia Suárez,  Leonel Giacometto Herr Klement
- Emilio Williams Łóżka i stoły

### Dramaty
Rubi Birden jest autorką dramatów:
- CzaryMary Sp. z o.o.
- Kontrapunkt
- Nie odwracaj się od słońca
- Siostrzyczki z piekła rodem
- Tylko ty i ja
- Życie w zasięgu ręki